# Ricarda Kuypers
Ricarda Kuypers (Aquisgrana, 1º giugno 1973) è un'ex cestista tedesca.

## Carriera
Con la Germania ha disputato i Campionati europei del 1995.